# Aspidimorpha tanolaensis
Aspidimorpha tanolaensis es una especie de coleóptero de la familia Chrysomelidae.
Fue descrita científicamente por primera vez en 1997 por Borowiec.